# Starting-Grid
Starting-Grid ist der englische Ausdruck für einen Startplatz, respektive Startaufstellung, vorwiegend im Motorsport. Der Begriff Grid hat im Englischen verschiedene Bedeutungen. In diesem Kontext kann er mit Rasterfeld übersetzt werden. Umgangssprachlich wird er auch Startgrid oder schlicht Grid genannt.

## Motorsport

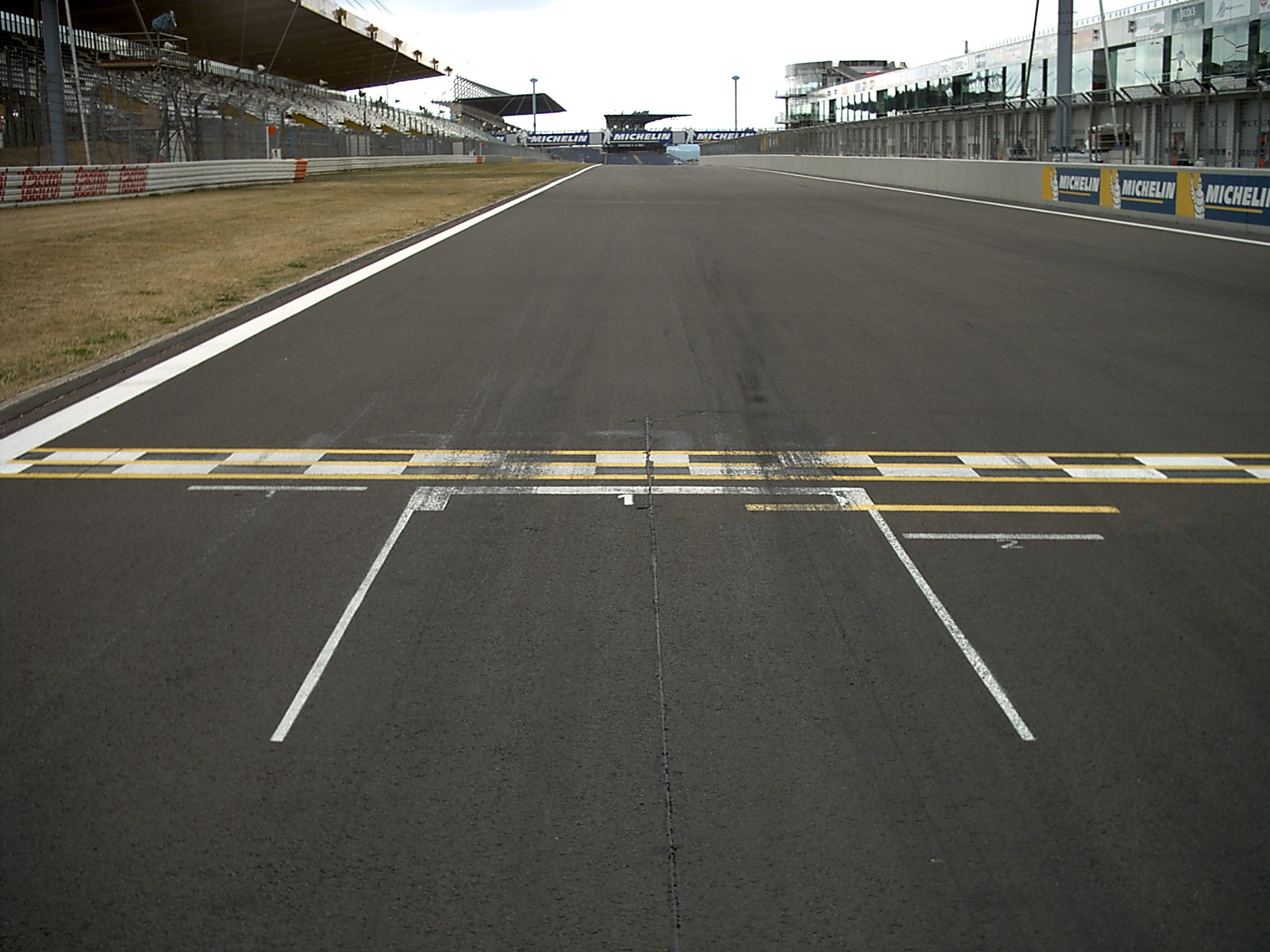
Pole-Position (in Fahrtrichtung) des Starting grids des Nürburgrings

Der sogenannte Starting-Grid ist eine mit Markierungen auf dem Fahrbahnbelag (zumeist Asphalt) gekennzeichnete Fläche auf dem Teil einer Motorsport-Rennstrecke, der als Bereich für die Startaufstellung der Rennfahrzeuge ausgewiesen ist. Der Platz auf dem Starting grid, der als die beste Ausgangsposition für das folgende Rennen angesehen wird, ist die Pole-Position.
In der Mehrzahl der Fälle sind die Markierungen auf der Fahrbahn in Form eines auf dem Kopf stehenden großen U’s gehalten, wobei die Fahrzeuge dann so platziert werden, dass ihr größter vorderer Überhang mit dem Boden des U’s eine imaginäre Linie bildet. Wird diese Linie durch eine Vorwärtsbewegung des Fahrzeugs vorzeitig missachtet, wird der betreffende Fahrer verwarnt, erneut eingewiesen oder sein Gefährt von Funktionären in die korrekte Position zurück geschoben. Geschieht diese Missachtung jedoch erst während der unmittelbaren Abläufe der Startprozedur, wird der dabei erwischte Teilnehmer aufgrund eines Frühstarts (engl. Jump start) von der Rennleitung mit einer Strafe belegt, die zuvor für die Regularien der Veranstaltung definiert und darin festgeschrieben wurde. Häufig ist dies eine Zeitstrafe von einigen Sekunden, die später auf seine vorgelegte Zeit aufgeschlagen werden. In manchen Rennsportarten kann ein Frühstart allerdings auch zu einer Disqualifikation des Verursachers führen.

## Segelflug

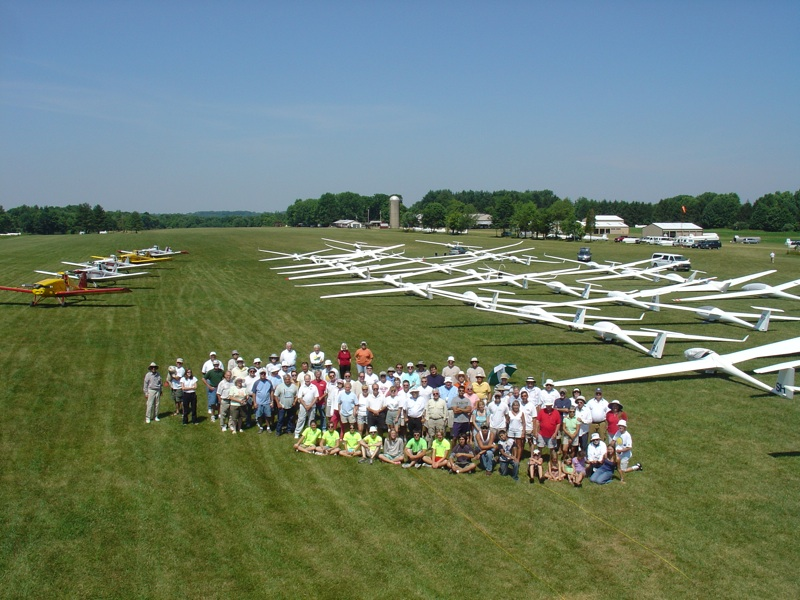
Startaufstellung (Grid) im Segelflug (rechts)

In Wettbewerben des Segelflugs wird die Startaufstellung ebenfalls als Grid bezeichnet. Hierbei stehen die Flugzeuge in einer rasterartigen Formation auf dem Flugfeld. 
Im Gegensatz zum Motorsport sind die Positionen in der Regel nicht durch Farbmarkierungen auf dem Untergrund kenntlich gemacht. Oft wird auf Rasenflächen gestartet. Die Reihen in der Startaufstellung sind aber vor allem bei großen Wettbewerben mit vielen Teilnehmern durch Pylone und Nummern markiert, um den Piloten und Starthelfern die Orientierung zu erleichtern. Zur weiteren Strukturierung der Startaufstellung(en) werden auch mehrere Grids abgesteckt. Innerhalb der Grids kann weiterhin eine Sortierung nach unterschiedlichen Flugzeugklassen stattfinden. Ihre jeweilige Position in der Aufstellung entnehmen die Piloten und Mannschaften den Wettbewerbsunterlagen, die sie oft erst bei der morgendlichen Besprechung (Briefing) des Wettkampftages erhalten.